# اریک مولر
اریک مولر (به آلمانی: Erik Möller؛ زادهٔ ۱۹۷۹ (۴۵–۴۶ سال)) یک روزنامه‌نگار، توسعه‌دهنده نرم‌افزار، و نویسنده اهل آلمان و معاون مدیریت سابق بنیاد ویکی‌مدیا (WMF)، مستقر در سان فرانسیسکو، کالیفرنیا است.
مولر علاوه بر این به‌عنوان یک طراح وب نیز فعالیت می‌کند و در گذشته، سرویس میزبانی وب خود، myoo.de را مدیریت می‌کرد. از سال ۲۰۲۲، وی معاون مهندسی در بنیاد آزادی مطبوعات بود.